# Хамзоаја (Њамц)
Хамзоаја (рум. Hamzoaia) насеље је у Румунији у округу Њамц у општини Ташка. Oпштина се налази на надморској висини од 601 m.

## Становништво
Према подацима из 2002. године у насељу је живело 380 становника, од којих су сви румунске националности.